# Santa Ana (1784)
Il Santa Ana fu un vascello di linea spagnolo da 112 cannoni che prestò servizio nella Armada Española tra il 1784 e il 1816.

## Costruzione

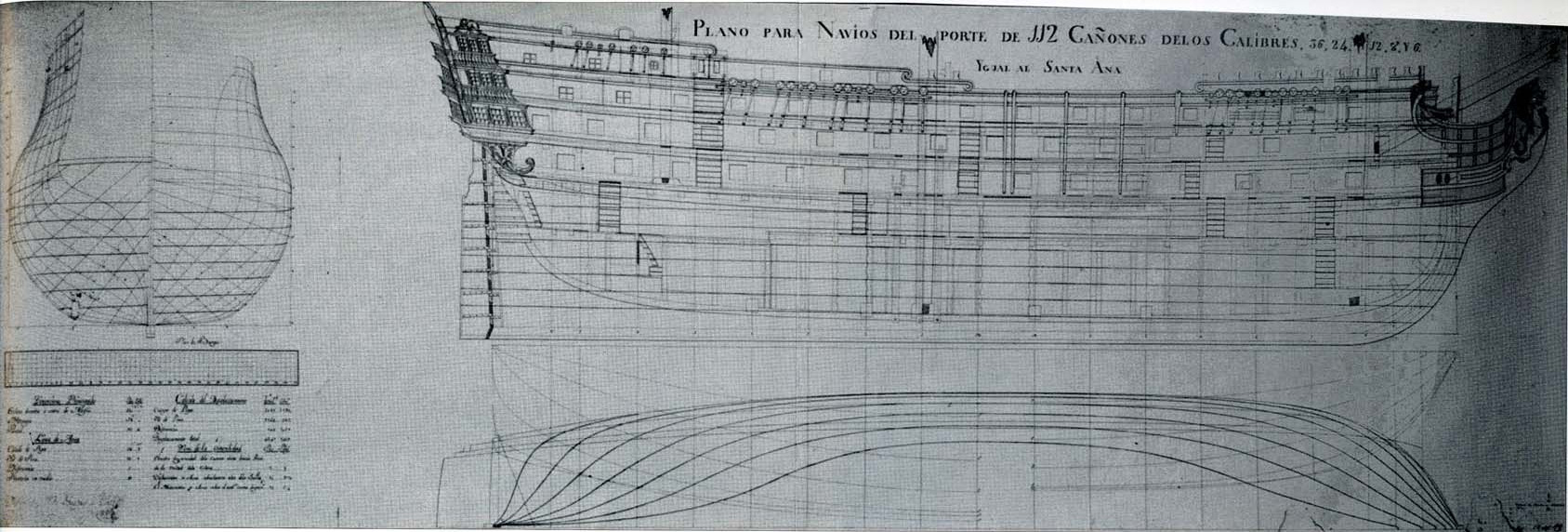
Piano costruttivo di un vascello da 112 cannoni classe Santa Ana.

Realizzato nei Reales Astilleros del Esteiro di El Ferrol sui piani costruttivi elaborati dal tenente generale e ingegnere navale José Joaquín Romero y Fernández de Landa fu la prima unità di una classe di 9 vascelli a tre ponti armati designata classe Meregildos o  Santa Ana. Le altre unità della classe furono Mejicano, Conde de Regla, Salvador del Mundo, Real Carlos, San Hermenegildo, Reina María Luisa  e Príncipe de Asturias e costituirono il nerbo della flotta spagnola durante le guerre napoleoniche. Le unità della classe, tutte armate con 112 cannoni, furono costruite nei cantieri navali di El Ferrol e L'Avana, Cuba.

## Storia
Il Santa Ana prese il mare per la prima volta il 28 febbraio 1785 al comando del capitano di vascello Félix de Tejadar  che scrisse: Conserva il buon uso della batteria con vento fresco e mare grosso Visti i risultati conseguiti con questo vascello, un Real Orden del 1786 dispose che tutti i futuri vascelli a tre ponti dovevano essere realizzati sui piani costruttivi del Santa Ana. 
In seguito alla firma del Trattato di San Ildefonso, nell'ottobre 1796 la Spagna dichiarò guerra alla Gran Bretagna e al Portogallo. Il 14 febbraio 1797, vicino a Capo San Vincenzo l'Esquadra dell'Océano, al comando dell'ammiraglio José de Córdova y Ramos, si scontrò con quella inglese al comando dell'ammiraglio Sir John Jervis. Dopo la cocente sconfitta l'ammiraglio de Córdova y Ramos fu sostituito da don José de Mazarredo Salazar Muñatones y Gortázar, che nominò l'ammiraglio Domingo Pérez de Grandallana y Sierra comandante della terza divisione appartenente alla squadra dell'Océano. Al suo arrivo a Cadice Grandallana alzò la propria insegna sul vascello Santa Ana. Nel 1798 la nave di Grandallana faceva parte della squadra dell'ammiraglio de Mazarredo y Cortázar, quando quest'ultima uscì da Cadice per trasferirsi a El Ferrol. Era previsto che le navi spagnole si riunissero alla squadra dell'ammiraglio francese Étienne Eustache Bruix, quando quest'ultima fosse transitata davanti al porto di El Ferrol, ma purtroppo per l'ammiraglio francese, salpato da Brest il 26 aprile 1799, tale operazione non riuscì.
Nel giugno 1799 la squadra spagnola prese il mare dirigendo verso Cartagena,  dove si riunì a quella dell'ammiraglio Bruix, salpando da questo porto per approdare il 12 luglio a quello di Cadice. Dopo pochi giorni le navi francesi, terminate le operazioni di rifornimento, lasciarono Cadice per fare ritorno a Brest. Le seguiva una formazione navale spagnola di 18 vascelli che comprendeva anche la nave di Grandallana, ma purtroppo il suo vascello si incagliò a las Puercas, e ci volle molto lavoro per liberarlo e trasferirlo presso l'arsenale di La Carraca, in vista dei previsti lavori di riparazione. Questo fatto gli impedì a Grandallana di prendere parte alla spedizione in Francia, rimanendo forzatamente a terra.
Tra il 1803 e il 1804 il Santa Ana fu al comando del capitano Dionisio Alcalá Galiano.

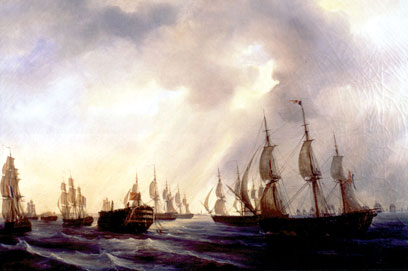
Rientro verso il porto di Cadice del Santa Ana disalberato, per evitare di essere catturato dalle navi inglesi.

Durante la battaglia di Trafalgar il Santa Ana, su cui alzava la sua insegna il tenente generale Ignacio de Alava, era al comando del capitano di vascello José de Gardoqui. Durante il combattimento la nave fu attaccata da tre vascelli inglesi, tra cui l'ammiraglia di Collingwood, il Royal Sovereign, venendo disalberata, e patì la morte di 97 membri dell'equipaggio mentre altri 141 rimasero feriti, venendo salvata dalla fregata francese Thémis che la prese a rimorchio fino al porto di Rota, da dove poi fu trasferita a Cadice per ultimare le riparazioni.
Nel 1808 scoppiò la Guerra d'indipendenza spagnola, e le navi spagnole presenti a Cadice, al comando del tenente generale Juan Ruiz de Apodaca impedirono a quelle francesi dell'ammiraglio François Étienne de Rosily-Mesros di prendere il largo per raggiungere la Francia. Il Santa Ana non prese parte all'azione in quanto si trovava in arsenale per effettuare dei lavori di riparazione e carenaggio. 

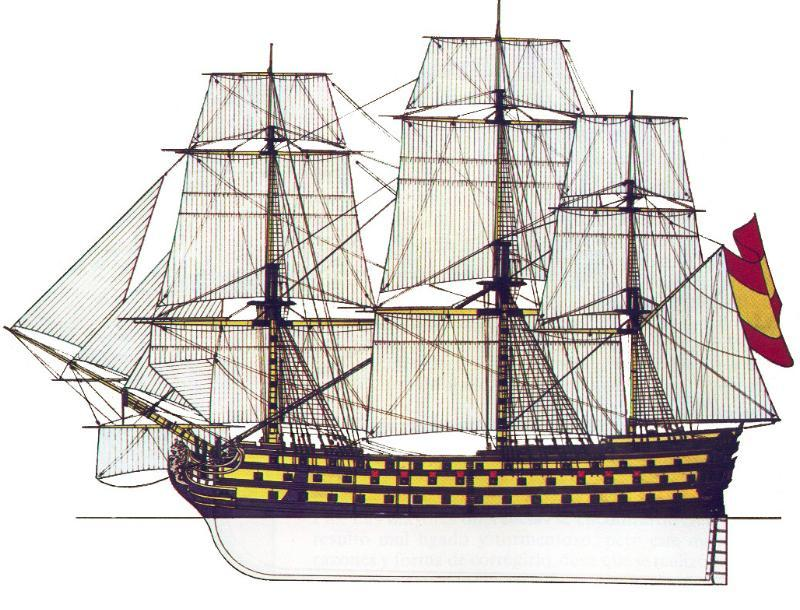
Modello del vascello Santa Ana della Armada Española, realizzato da Rafael Berenguer (1822-1890), ed esposto al Museo Naval di Madrid.

Nel 1810 il vascello raggiunse L'Avana insieme al Príncipe de Asturias, trasferite lì per sottrarle alla probabile cattura da parte dei francesi. Il Santa Ana colò a picco al suo posto di ormeggio presso l'arsenale, a causa di una falla apertasi nella carena, nel corso del 1816.
Nel 1834 si poteva ancora vederne lo scafo, affiancato a quello del  Príncipe de Asturias anch'esso colato a picco, affondato nel fango di fronte all'arsenale.